# Prodiaphania georgei
Prodiaphania georgei är en tvåvingeart som beskrevs av Malloch 1929. Prodiaphania georgei ingår i släktet Prodiaphania och familjen parasitflugor. Inga underarter finns listade i Catalogue of Life.